# Novossossitli
Novossossitli (en rus: Новососитли) és un poble de la república del Daguestan, a Rússia. Segons el cens del 2010 tenia 1.791 habitants.